# Azemiops
Azemiops Boulenger, 1888 è un genere di serpenti della famiglia Viperidae. È l'unico genere della sottofamiglia Azemiopinae.

## Tassonomia
Comprende due sole specie:
- Azemiops feae Boulenger, 1888
- Azemiops kharini Orlov, Ryabov & Nguyen, 2013